# Zwartkopcotinga
De zwartkopcotinga (Pipreola intermedia) is een zangvogel uit de familie Cotingidae (cotinga's).

## Verspreiding en leefgebied
Deze soort komt voor van Peru tot Bolivia en telt twee ondersoorten:
- P. i. intermedia: noordelijk en centraal Peru.
- P. i. signata: zuidoostelijk Peru en westelijk Bolivia.

## Status
De grootte van de populatie is niet gekwantificeerd maar de soort wordt omschreven als vrij algemeen. Op de Rode lijst van de IUCN heeft deze soort de status niet bedreigd.